# Pelleas und Melisande (Schönberg)
Pelleas und Melisande, op. 5, es un poema sinfónico para orquesta compuesto por Arnold Schönberg. Primera obra orquestal completa, data de febrero de 1903, cuando el compositor contaba con 28 años.
La obra es una de las tantas que se basa en la pieza para teatro Pelléas et Mélisande de Maurice Maeterlinck. Cuando Schoenberg inició su composición en 1902 desconocía que una ópera de Claude Debussy estaba a punto de estrenarse en París. La obra fue publicada en 1912.

## Secciones
La pieza es un solo continuo movimiento dividido en varias secciones. Las secciones principales son:
- Die ein wenig bewegt — zögernd
- Heftig
- Lebhaft
- Sehr rasch
- Ein wenig bewegt
- Langsam
- Ein wenig bewegter
- Sehr langsam
- Etwas bewegt
- In gehender Bewegung
- Breit

- Datos: Q2325830